# لنگر

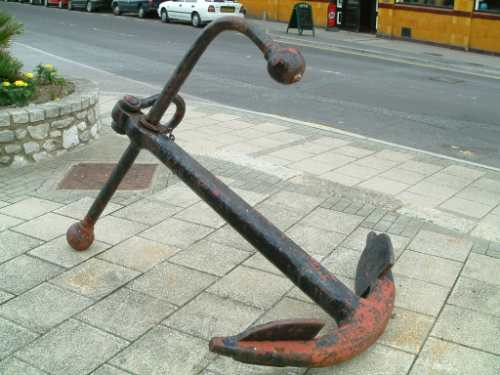
لنگر دسته‌دار

لَنگَر (به انگلیسی: Anchor) ابزاری است که برای اتصال کشتی یا قایق به نقطه‌ای از کف دریا بکار می‌رود تا از حرکت شناور مذکور جلوگیری کند.
لنگرها اصولاً بر دو گونهٔ موقتی و دائمی هستند. لنگرهای موقتی را می‌توان به بالا کشید و همراه با شناور برد ولی لنگرهای دائم را نمی‌توان به بالا کشید بلکه برای جابجایی آن نیاز به اقدام تیم متخصص این کار است.
تمامی وسایل مربوط به لنگر از قبیل زنجیر و دوّار لنگر و چشمی لنگر و دالان زنجیر و جرثقیل لنگر را لنگرافزار می‌گویند.

## اجزاء لنگر

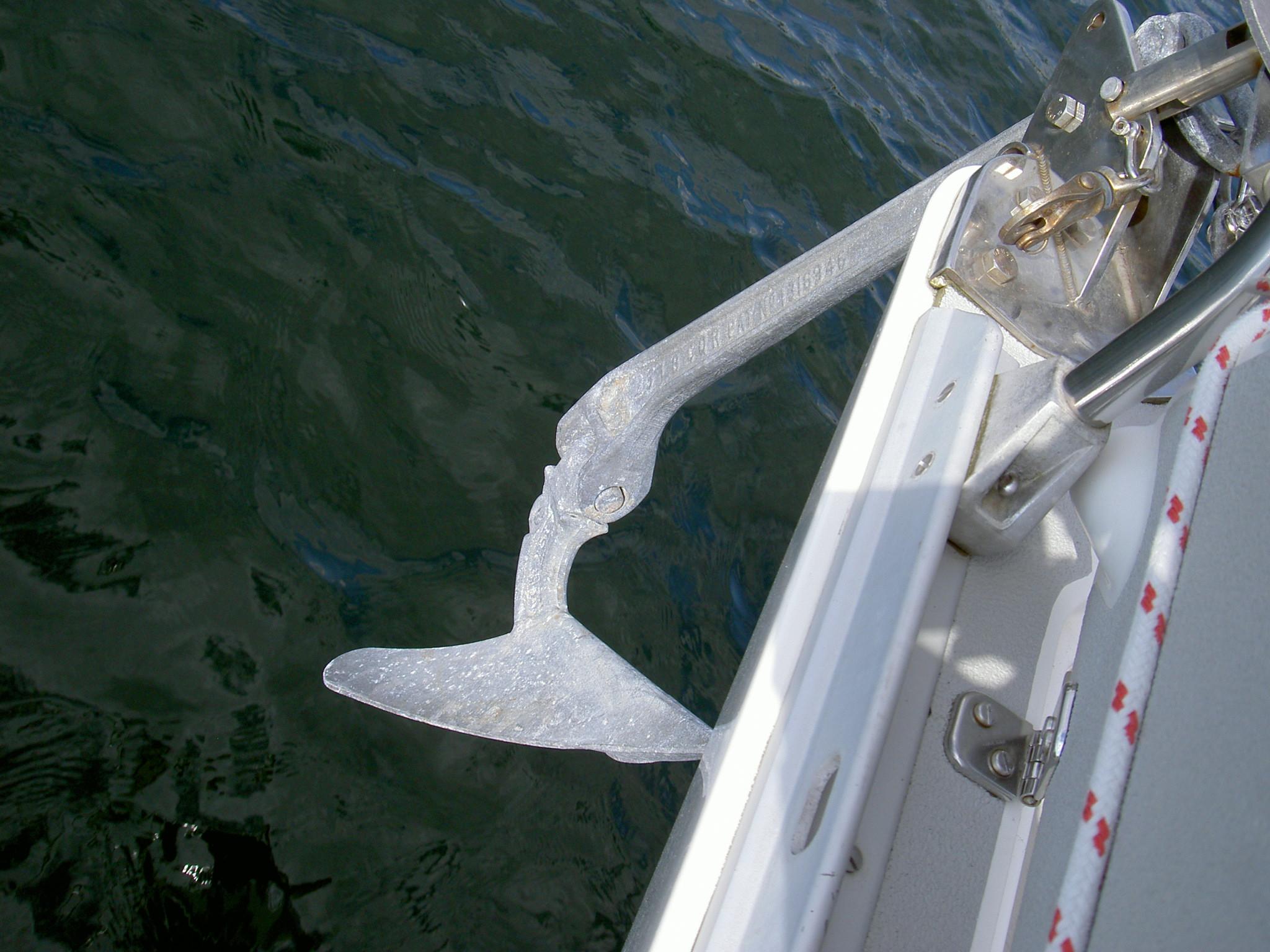
لنگر شخمی

- میله
- ناخن
- گلویی
- تاج
- لبه تاج
- زمینگیر
- وزنه
- زنجیر
- کلاف
- حلقه گردان

## انواع لنگر

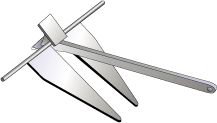
لنگر انگلیسی با دو شاخه زمینگیر

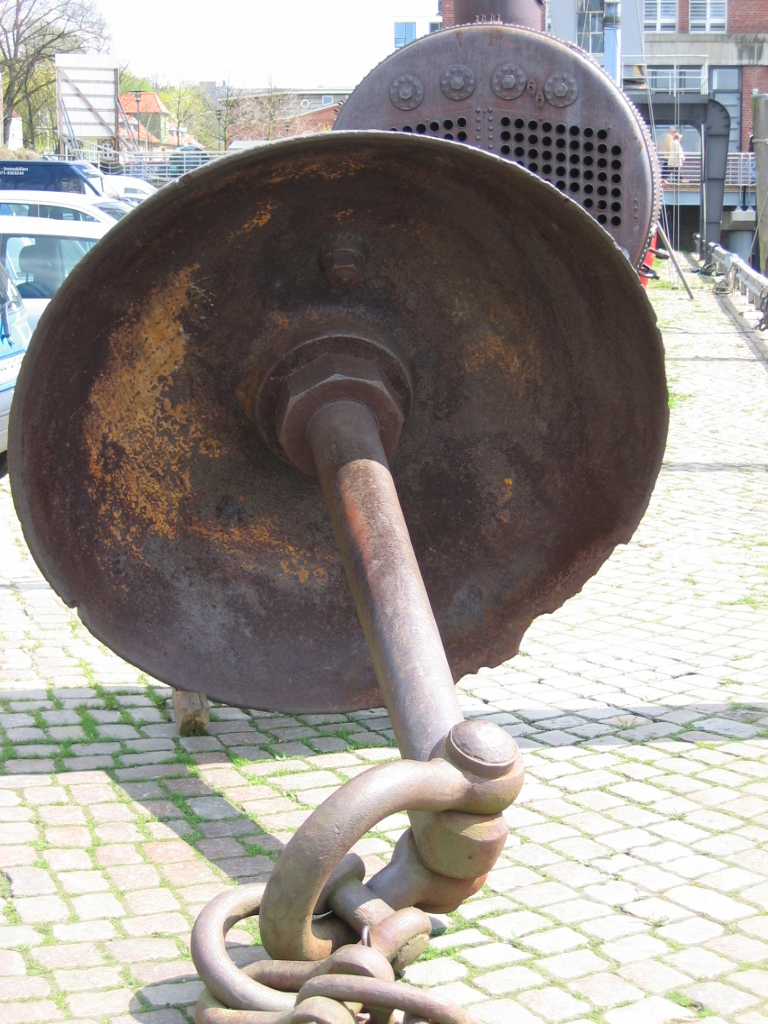
لنگر قارچی

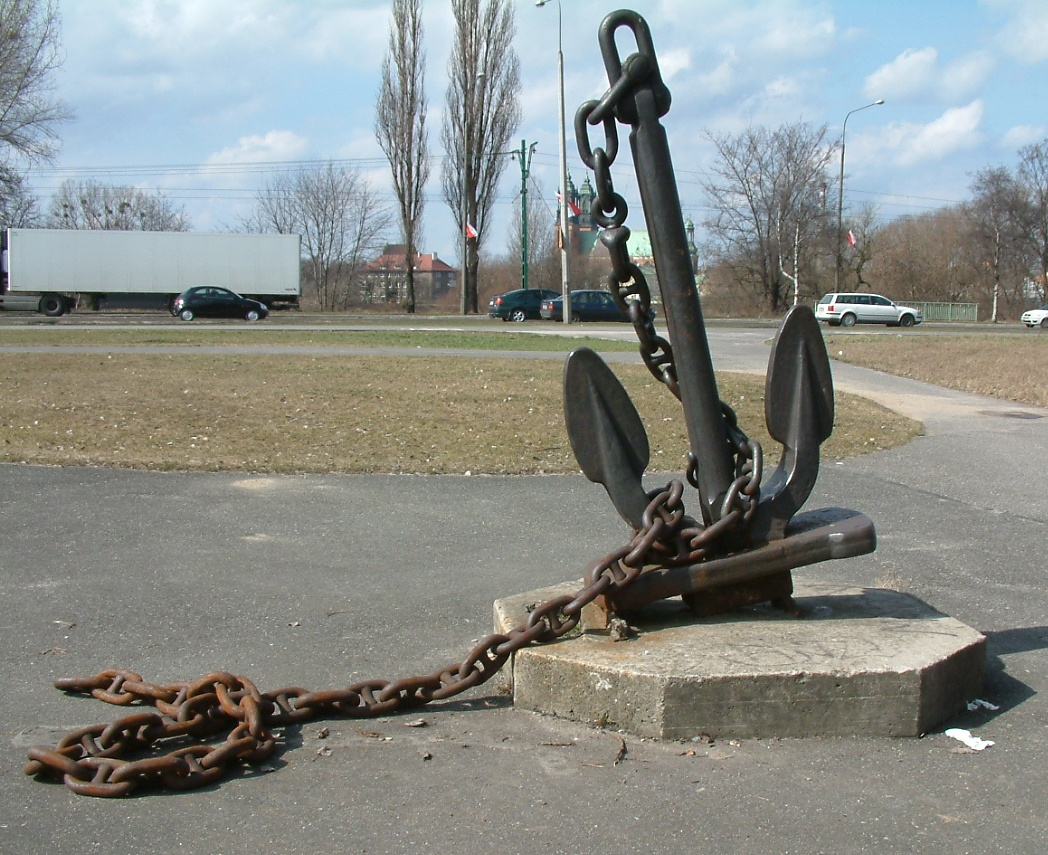
لنگر بی‌دسته

- لنگر قارچی
- لنگر شخمی
- لنگر دسته‌دار
- لنگر بی‌دسته
- لنگر تنگ هم
- لنگر انگلیسی
- لنگر چنگکی
- لنگر کج‌بیلی:[۲] نوعی لنگر به شکل کج‌بیل که مناسب بسترهای ماسه‌ای سخت یا دارای پوشش‌های گیاهی است.